# George Konik
George Samuel Konik (né le 4 mai 1937 à Flin Flon au Canada, et mort le 21 octobre 2016 à Eagan dans le Minnesota) est un joueur professionnel de hockey sur glace,.

## Carrière
Natif de Flin Flon dans le Manitoba, George Konik rejoint très vite l'équipe junior des Bombers de la ville dans la ligue de hockey de la Saskatchewan. Koni impressionne le monde du hockey junior en inscrivant 76 points en 53 rencontres lors de sa dernière saison, 1956-57, et il aide également son équipe à remporter la Coupe Memorial cette saison-là.
George Konik rejoint alors le championnat universitaire et joue pour les Pioneers de l'Université de Denver. Il va alors faire partie de l'équipe qui remporte le championnat en 1960 et en 1961. Peu de temps après, il signe son premier contrat professionnel avec les Rangers de New York de la Ligue nationale de hockey sans pour autant jouer pour l'équipe à proprement parler.
À la place, George Konik passe beaucoup de temps dans les championnats mineurs d'Amérique du Nord. À la suite de l'expansion de la LNH en 1967, les Rangers l'échangent aux Penguins de Pittsburgh en compagnie de Paul Andrea et de Dunc McCallum et en retour de Larry Jeffrey. Il joue alors son unique saison de sa carrière dans la LNH en 1967-1968 inscrivant 15 points en 52 pour l'équipe.
George Konik prend par la suite la nationalité américaine et joue par la suite les matchs des saisons de l'équipe des États-Unis jouant les éditions du championnat du monde en 1970 et 1971. Il aide ainsi son nouveau pays à remonter du groupe B au groupe A en 1970 mais les américains ne parviennent pas pour autant à se maintenir l'année suivante.
À la suite de la création d'une nouvelle ligue professionnelle en Amérique du Nord, l'Association mondiale de hockey, George Konik est choisi pour jouer la saison 1972-1973 avec les Fighting Saints du Minnesota. L'expérience ne marche pas et finalement, il raccroche les patins à la fin de la saison.

## Statistiques

### Statistiques en club
| Saison     | Équipe                       | Ligue       |     | Saison régulière | Saison régulière | Saison régulière | Saison régulière | Saison régulière |    | Séries éliminatoires | Séries éliminatoires | Séries éliminatoires | Séries éliminatoires | Séries éliminatoires |
| Saison     | Équipe                       | Ligue       | PJ  | B                | A                | Pts              | Pun              | PJ               | B  | A                    | Pts                  | Pun                  |                      |                      |
| 1952-1953  | Bombers de Flin Flon         | LHJS        | 5   | 0                | 0                | 0                | 4                |                  |    |                      |                      |                      |                      |                      |
| 1953-1954  | Bombers de Flin Flon         | LHJS        | 4   | 0                | 2                | 2                | 4                | 2                | 0  | 0                    | 0                    | 0                    |                      |                      |
| 1954       | Bombers de Flin Flon         | C. Memorial | 2   | 0                | 0                | 0                | 2                |                  |    |                      |                      |                      |                      |                      |
| 1954-1955  | Bombers de Flin Flon         | LHJS        | 12  | 9                | 5                | 14               | 18               |                  |    |                      |                      |                      |                      |                      |
| 1955-1956  | Bombers de Flin Flon         | LHJS        | 37  | 13               | 21               | 34               | 83               | 12               | 4  | 6                    | 10                   | 12                   |                      |                      |
| 1956       | Bombers de Flin Flon         | C. Memorial | 7   | 3                | 2                | 5                | 2                |                  |    |                      |                      |                      |                      |                      |
| 1956-1957  | Bombers de Flin Flon         | LHJS        | 53  | 35               | 41               | 76               | 73               | 10               | 5  | 7                    | 12                   | 7                    |                      |                      |
| 1957       | Bombers de Flin Flon         | C. Memorial | 16  | 6                | 3                | 9                | 44               |                  |    |                      |                      |                      |                      |                      |
| 1957-1958  | Pioneers de Denver           | WCHA        |     |                  |                  |                  |                  |                  |    |                      |                      |                      |                      |                      |
| 1958       | Bombers de Flin Flon         | C. Memorial | 16  | 6                | 4                | 10               | 42               |                  |    |                      |                      |                      |                      |                      |
| 1958-1959  | Pioneers de Denver           | WCHA        | 28  | 21               | 23               | 44               | 75               |                  |    |                      |                      |                      |                      |                      |
| 1959-1960  | Pioneers de Denver           | WCHA        | 34  | 13               | 28               | 41               | 50               |                  |    |                      |                      |                      |                      |                      |
| 1960-1961  | Pioneers de Denver           | WCHA        | 27  | 12               | 19               | 31               | 40               |                  |    |                      |                      |                      |                      |                      |
| 1961-1962  | Blades de Los Angeles        | WHL         | 43  | 3                | 8                | 11               | 38               |                  |    |                      |                      |                      |                      |                      |
| 1962-1963  | Totems de Seattle            | WHL         | 42  | 7                | 12               | 19               | 50               | 17               | 4  | 1                    | 5                    | 38                   |                      |                      |
| 1963-1964  | Clippers de Baltimore        | LAH         | 72  | 19               | 22               | 41               | 80               |                  |    |                      |                      |                      |                      |                      |
| 1964-1965  | Saints de St. Paul           | USHL        |     |                  |                  |                  |                  |                  |    |                      |                      |                      |                      |                      |
| 1965-1966  | Rangers du Minnesota         | LCPH        | 38  | 10               | 20               | 30               | 35               | 7                | 2  | 5                    | 7                    | 6                    |                      |                      |
| 1966-1967  | Knights d'Omaha              | LCPH        | 66  | 27               | 47               | 74               | 109              | 12               | 4  | 8                    | 12                   | 24                   |                      |                      |
| 1967-1968  | Penguins de Pittsburgh       | LNH         | 52  | 7                | 8                | 15               | 26               |                  |    |                      |                      |                      |                      |                      |
| 1967-1968  | Clippers de Baltimore        | LAH         | 5   | 0                | 2                | 2                | 7                |                  |    |                      |                      |                      |                      |                      |
| 1968-1969  | Mustangs de Rochester        | USHL        |     |                  |                  |                  |                  |                  |    |                      |                      |                      |                      |                      |
| 1969-1970  | États-Unis                   | Inter.      | 6   | 3                | 5                | 8                | 4                |                  |    |                      |                      |                      |                      |                      |
| 1970-1971  | États-Unis                   | Inter.      |     |                  |                  |                  |                  |                  |    |                      |                      |                      |                      |                      |
| 1972-1973  | Fighting Saints du Minnesota | AMH         | 54  | 4                | 12               | 16               | 34               |                  |    |                      |                      |                      |                      |                      |
| Totaux LNH | Totaux LNH                   | Totaux LNH  | 619 | 198              | 284              | 482              | 820              | 60               | 19 | 27                   | 46                   | 87                   |                      |                      |

### Statistiques en équipe nationale
| Année | Équipe     | Compétition          |   | PJ | B | A  | Pts | Pun                     |  | Résultats |
| 1970  | États-Unis | Championnat du monde | 7 | 4  | 7 | 11 | 44  | Première place groupe B |  |           |
| 1971  | États-Unis | Championnat du monde | 9 | 1  | 1 | 2  | 8   | Dernière place groupe A |  |           |